# Guns N’ Roses/Auszeichnungen für Musikverkäufe

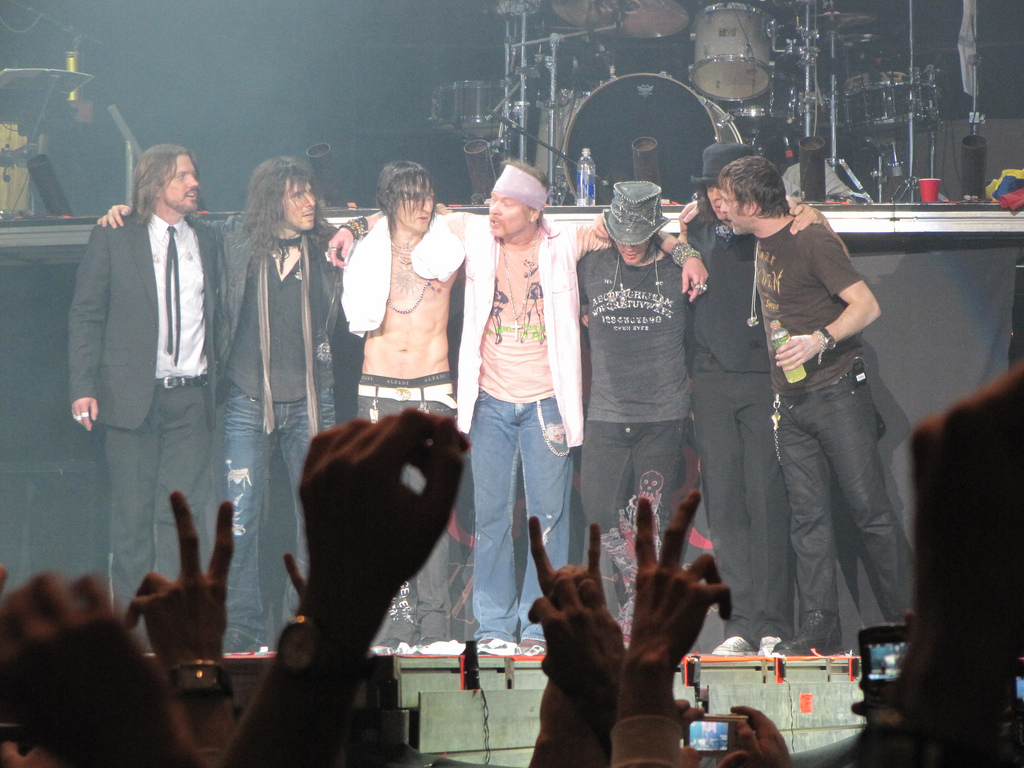
Guns N’ Roses (2010)

Dies ist eine Übersicht über die Auszeichnungen für Musikverkäufe der US-amerikanischen Hardrock-Musikgruppe Guns N’ Roses. Die Auszeichnungen finden sich nach ihrer Art (Gold, Platin usw.), nach Staaten getrennt in chronologischer Reihenfolge, geordnet sowie nach den Tonträgern selbst, ebenfalls in chronologischer Reihenfolge, getrennt nach Medium (Alben, Singles usw.), wieder.

## Auszeichnungen
| - Portugal - 2004: für das Videoalbum Use Your Illusion World Tour – 1992 In Tokyo II - Vereinigtes Königreich - 2020: für die Single Live And Let Die - 2021: für die Single Don’t Cry - 2022: für die Single Patience - 2022: für die Single You Could Be Mine - 2025: für die Single Civil War - Australien - 1990: für die Single Patience - 1991: für die Single Don’t Cry - 1993: für die Single Knockin’ on Heaven’s Door - 2021: für die Single Civil War - 2021: für die Single Live And Let Die - Belgien - 2008: für das Album Chinese Democracy - Brasilien - 1993: für das Album G N’ R Lies - 2000: für das Album Live Era: ’87–’93 - 2005: für das Album Greatest Hits - 2005: für das Videoalbum Use Your Illusions I World Tour ’92 Tokyo - 2005: für das Videoalbum Welcome to the Videos - 2024: für die Single Chinese Democracy - 2024: für die Single Better - 2024: für die Single Estranged - 2024: für die Single Don’t Cry - Dänemark - 2008: für das Album Chinese Democracy - 2014: für das Streaming Sweet Child o’ Mine - 2024: für die Single Don’t Cry - Deutschland - 1992: für die Single Knockin’ on Heaven’s Door - 1992: für die Single November Rain - 1993: für das Album G N’ R Lies - 1993: für das Videoalbum Use Your Illusions I World Tour ’92 Tokyo - 1993: für das Videoalbum Use Your Illusions II World Tour ’92 Tokyo - 1994: für das Album The Spaghetti Incident? - 2008: für das Album Chinese Democracy - 2023: für die Single Welcome to the Jungle - 2023: für die Single Paradise City - Finnland - 1990: für das Album Appetite for Destruction - 1993: für das Album The Spaghetti Incident? - Griechenland - 2004: für das Album Greatest Hits - 2008: für das Album Chinese Democracy - Island - 2022: für das Album Appetite for Destruction - Italien - 2014: für das Album Chinese Democracy - 2017: für das Album The Spaghetti Incident? - 2024: für die Single Patience - Japan - 1991: für die Single You Could Be Mine - 1994: für das Album G N’ R Lies - 1995: für die Single Sympathy for the Devil - 1999: für das Album Live Era: ’87–’93 - 2004: für das Album Greatest Hits - 2008: für das Album Chinese Democracy - Mexiko - 1999: für das Album Appetite for Destruction - 2004: für das Videoalbum Welcome to the Videos - 2004: für das Videoalbum Use Your Illusion World Tour – 1992 In Tokyo I - 2004: für das Videoalbum Use Your Illusion World Tour – 1992 In Tokyo II - 2004: für das Album Greatest Hits - Neuseeland - 1992: für die Single Live And Let Die - 2000: für das Album Live Era: ’87–’93 - Niederlande - 1992: für die Single November Rain - Österreich - 1992: für das Album G N’ R Lies - 1993: für das Album The Spaghetti Incident? - 2004: für das Album Greatest Hits - Polen - 2022: für das Album Appetite for Destruction - 2023: für das Album Use Your Illusion I - Portugal - 2005: für das Videoalbum Use Your Illusions I World Tour ’92 Tokyo - 2021: für das Album Greatest Hits - Russland - 2008: für das Album Chinese Democracy - Schweden - 1989: für das Album Appetite for Destruction - 1991: für die Single You Could Be Mine - 2009: für das Album Chinese Democracy - Schweiz - 1993: für das Album The Spaghetti Incident? - Singapur - 2020: für das Album Appetite for Destruction - Spanien - 1989: für das Album Appetite for Destruction - Ungarn - 2006: für das Album Greatest Hits - 2009: für das Album Chinese Democracy - Vereinigte Staaten - 1989: für die Single Patience - 1989: für die Single Sweet Child o’ Mine (Physisch) - 1991: für die Single You Could Be Mine - 1991: für die Single Don’t Cry - 1992: für die Single November Rain - 1993: für das Videoalbum Use Your Illusion World Tour – 1992 In Tokyo I - 1994: für das Videoalbum Use Your Illusion World Tour – 1992 In Tokyo II - 2000: für das Album Live Era: ’87–’93 - 2005: für die Single Welcome to the Jungle - 2005: für die Single Sweet Child o’ Mine (Digital) - Vereinigtes Königreich - 1993: für das Album The Spaghetti Incident? - 2013: für das Album G N’ R Lies - 2013: für das Album Live Era: ’87–’93 - Frankreich - 1997: für das Album Appetite for Destruction - 1997: für das Album The Spaghetti Incident? | - Argentinien - 1991: für das Album G N’ R Lies - 1999: für das Album Live Era: ’87–’93 - 2004: für das Videoalbum Welcome to the Videos - 2008: für das Album Chinese Democracy - Australien - 1990: für das Album G N’ R Lies - 1991: für die Single You Could Be Mine - 1993: für das Album The Spaghetti Incident? - 2006: für das Videoalbum Use Your Illusion World Tour – 1992 In Tokyo I - 2007: für das Videoalbum Use Your Illusion World Tour – 1992 In Tokyo II - 2008: für das Album Chinese Democracy - 2016: für das Album Live Era: ’87–’93 - Belgien - 2006: für das Album Greatest Hits - Brasilien - 1995: für das Album The Spaghetti Incident? - 1996: für das Album Appetite for Destruction - 2024: für die Single Paradise City - 2024: für die Single Welcome to the Jungle - 2024: für die Single November Rain - 2024: für das Album Chinese Democracy - 2024: für die Single Knockin’ on Heaven’s Door - Dänemark - 2004: für das Album Greatest Hits - 2021: für die Single Paradise City - 2024: für die Single Welcome to the Jungle - 2024: für die Single Knockin’ on Heaven’s Door - 2025: für die Single November Rain - Deutschland - 1992: für das Album Appetite for Destruction - 2005: für das Album Greatest Hits - 2024: für die Single Sweet Child o’ Mine - Europa - 1992: für das Album Use Your Illusion I - 1993: für das Album Use Your Illusion II - 2008: für das Album Chinese Democracy - Finnland - 1991: für das Album Use Your Illusion I - 1991: für das Album Use Your Illusion II - 2004: für das Album Greatest Hits - 2008: für das Album Chinese Democracy - Frankreich - 1995: für das Album Use Your Illusion I - 1997: für das Album Use Your Illusion II - Irland - 2008: für das Album Chinese Democracy - Italien - 1992: für das Album Use Your Illusion I - 1992: für das Album Use Your Illusion II - 1993: für das Album The Spaghetti Incident? - 2017: für die Single Knockin’ on Heaven’s Door - 2017: für die Single November Rain - 2017: für die Single Paradise City - 2018: für die Single Welcome to the Jungle - 2019: für das Album Use Your Illusion I - 2019: für die Single Don’t Cry - 2021: für das Album Use Your Illusion II - Japan - 1993: für das Album The Spaghetti Incident? - 1994: für das Album Appetite for Destruction - Kanada - 1993: für das Videoalbum Use Your Illusion World Tour – 1992 In Tokyo I - 1993: für das Videoalbum Use Your Illusion World Tour – 1992 In Tokyo II - 2000: für das Album Live Era: ’87–’93 - Kolumbien - 2004: für das Album Greatest Hits - Mexiko - 1999: für das Album Use Your Illusion II - Neuseeland - 1992: für die Single You Could Be Mine - 1992: für die Single Don’t Cry - 1994: für das Album The Spaghetti Incident? - 2005: für das Videoalbum Welcome to the Videos - 2008: für das Album Chinese Democracy - 2022: für die Single Patience - Niederlande - 1992: für das Album Use Your Illusion II - 1992: für die Single Knockin’ on Heaven’s Door - 1994: für das Album The Spaghetti Incident? - 1996: für das Album Appetite for Destruction - 2005: für das Album Greatest Hits - Norwegen - 1994: für das Album The Spaghetti Incident? - Österreich - 1992: für das Album Appetite for Destruction - Polen - 2009: für das Album Chinese Democracy - Schweden - 1991: für das Album Use Your Illusion I - 1991: für das Album Use Your Illusion II - 1994: für das Album The Spaghetti Incident? - 2004: für das Album Greatest Hits - Schweiz - 1990: für das Album Appetite for Destruction - 2004: für das Album Greatest Hits - Spanien - 1992: für das Album Use Your Illusion I - 1992: für das Album Use Your Illusion II - 1994: für das Album The Spaghetti Incident? - 2004: für das Album Greatest Hits - 2024: für die Single Knockin’ on Heaven’s Door - 2024: für die Single November Rain - 2024: für die Single Paradise City - 2024: für die Single Welcome to the Jungle - 2025: für die Single Don’t Cry - Vereinigte Staaten - 1994: für das Album The Spaghetti Incident? - 2008: für den Mastertone Sweet Child o’ Mine - 2009: für das Album Chinese Democracy - Vereinigtes Königreich - 1992: für das Album Use Your Illusion I - 1992: für das Album Use Your Illusion II - 2013: für das Album Chinese Democracy - 2013: für das Videoalbum Use Your Illusion World Tour – 1992 In Tokyo II - 2013: für das Videoalbum Use Your Illusion World Tour – 1992 In Tokyo I - 2020: für die Single November Rain - 2024: für die Single Knockin’ on Heaven’s Door - Mexiko - 1999: für das Album Use Your Illusion I | - Argentinien - 2004: für das Album Greatest Hits - Belgien - 2005: für das Album Use Your Illusion I - Brasilien - 2024: für die Single Patience - Dänemark - 2018: für das Album Use Your Illusion I - 2020: für das Album Use Your Illusion II - 2023: für die Single Sweet Child o’ Mine - Deutschland - 1993: für das Album Use Your Illusion I - Italien - 2016: für das Album Greatest Hits - Japan - 1993: für das Album Use Your Illusion II - 1994: für das Album Use Your Illusion I - Kanada - 2004: für das Album Greatest Hits - Neuseeland - 1989: für das Album G N’ R Lies - 2023: für die Single Knockin’ on Heaven’s Door - Niederlande - 1994: für das Album Use Your Illusion I - Norwegen - 1993: für das Album Use Your Illusion I - 1994: für das Album Use Your Illusion II - Österreich - 1992: für das Album Use Your Illusion II - 1993: für das Album Use Your Illusion I - Schweiz - 1993: für das Album Use Your Illusion I - Vereinigte Staaten - 2005: für das Videoalbum Welcome to the Videos - 2023: für die Single Paradise City - Vereinigtes Königreich - 2024: für die Single Welcome to the Jungle - Deutschland - 1996: für das Album Use Your Illusion II - Argentinien - 1991: für das Album Appetite for Destruction - Italien - 2019: für die Single Sweet Child o’ Mine - 2024: für das Album Appetite for Destruction - Kanada - 1993: für das Album The Spaghetti Incident? - Neuseeland - 2024: für die Single Welcome to the Jungle - Polen - 2019: für das Album Greatest Hits - Schweiz - 1997: für das Album Use Your Illusion II - Vereinigtes Königreich - 2013: für das Videoalbum Welcome to the Videos - Australien - 1992: für das Album Use Your Illusion I - 2021: für die Single November Rain - Dänemark - 2021: für das Album Appetite for Destruction - Europa - 2013: für das Album Greatest Hits - Neuseeland - 2024: für die Single Paradise City - 2024: für die Single November Rain - Spanien - 2024: für die Single Sweet Child o’ Mine - Argentinien - 1999: für das Album Use Your Illusion I - Australien - 1994: für das Album Use Your Illusion II - Neuseeland - 1993: für das Album Use Your Illusion I - 1993: für das Album Use Your Illusion II - Portugal - 2025: für die Single Sweet Child o’ Mine - Vereinigte Staaten - 1995: für das Album G N’ R Lies - 2011: für das Album Greatest Hits - Vereinigtes Königreich - 2025: für die Single Sweet Child o’ Mine - Argentinien - 1999: für das Album Use Your Illusion II - Irland - 2005: für das Album Greatest Hits - Neuseeland - 2007: für das Album Greatest Hits - Australien - 2016: für das Videoalbum Welcome to the Videos - 2016: für das Album Appetite for Destruction - Neuseeland - 2024: für die Single Sweet Child o’ Mine - Vereinigte Staaten - 1997: für das Album Use Your Illusion I - 1997: für das Album Use Your Illusion II - Australien - 2020: für die Single Sweet Child o’ Mine - Vereinigtes Königreich - 2023: für das Album Greatest Hits - 2025: für das Album Appetite for Destruction - Australien - 2017: für das Album Greatest Hits - Kanada - 2001: für das Album Use Your Illusion II - Neuseeland - 1993: für das Album Appetite for Destruction - Argentinien - 1999: für das Videoalbum Use Your Illusion World Tour – 1992 In Tokyo I - Argentinien - 1999: für das Videoalbum Use Your Illusion World Tour – 1992 In Tokyo II - Vereinigte Staaten - 2011: für das Album Appetite for Destruction - Brasilien - 2024: für die Single Sweet Child o’ Mine - 2024: für das Album Use Your Illusion I - 2024: für das Album Use Your Illusion II - Kanada - 1992: für das Album Appetite for Destruction - 2001: für das Album Use Your Illusion I |

## Auszeichnungen nach Alben

### Appetite for Destruction
| Land/Region                  | Auszeichnungen für Musikverkäufe (Land/Region, Auszeichnung, Verkäufe) | Verkäufe   |
| ---------------------------- | ---------------------------------------------------------------------- | ---------- |
| Argentinien (CAPIF)          | 3× Platin                                                              | 180.000    |
| Australien (ARIA)            | 7× Platin                                                              | 490.000    |
| Brasilien (PMB)              | Platin                                                                 | 250.000    |
| Dänemark (IFPI)              | 4× Platin                                                              | 80.000     |
| Deutschland (BVMI)           | Platin                                                                 | 500.000    |
| Finnland (IFPI)              | Gold                                                                   | 25.000     |
| Frankreich (SNEP)            | 2× Gold                                                                | 200.000    |
| Island (IFPI)                | Gold                                                                   | 2.500      |
| Italien (FIMI)               | 3× Platin                                                              | 150.000    |
| Japan (RIAJ)                 | Platin                                                                 | 200.000    |
| Kanada (MC)                  | Diamant                                                                | 1.000.000  |
| Mexiko (AMPROFON)            | Gold                                                                   | 100.000    |
| Neuseeland (RMNZ)            | 9× Platin                                                              | 135.000    |
| Niederlande (NVPI)           | Platin                                                                 | 100.000    |
| Österreich (IFPI)            | Platin                                                                 | 50.000     |
| Polen (ZPAV)                 | Gold                                                                   | 10.000     |
| Schweden (IFPI)              | Gold                                                                   | 50.000     |
| Schweiz (IFPI)               | Platin                                                                 | 50.000     |
| Singapur (RIAS)              | Gold                                                                   | 5.000      |
| Spanien (Promusicae)         | Gold                                                                   | 50.000     |
| Vereinigte Staaten (RIAA)    | 18× Platin                                                             | 18.000.000 |
| Vereinigtes Königreich (BPI) | 8× Platin                                                              | 2.400.000  |
| Insgesamt                    | 9× Gold · 48× Platin · 2× Diamant ·                                    | 25.617.500 |

### G N’ R Lies
| Land/Region                  | Auszeichnungen für Musikverkäufe (Land/Region, Auszeichnung, Verkäufe) | Verkäufe  |
| ---------------------------- | ---------------------------------------------------------------------- | --------- |
| Argentinien (CAPIF)          | Platin                                                                 | 60.000    |
| Australien (ARIA)            | Platin                                                                 | 70.000    |
| Brasilien (PMB)              | Gold                                                                   | 100.000   |
| Deutschland (BVMI)           | Gold                                                                   | 250.000   |
| Japan (RIAJ)                 | Gold                                                                   | 100.000   |
| Neuseeland (RMNZ)            | 2× Platin                                                              | 40.000    |
| Österreich (IFPI)            | Gold                                                                   | 25.000    |
| Vereinigte Staaten (RIAA)    | 5× Platin                                                              | 5.000.000 |
| Vereinigtes Königreich (BPI) | Gold                                                                   | 100.000   |
| Insgesamt                    | 5× Gold · 9× Platin ·                                                  | 5.745.000 |

### Use Your Illusion I
| Land/Region                  | Auszeichnungen für Musikverkäufe (Land/Region, Auszeichnung, Verkäufe) | Verkäufe    |
| ---------------------------- | ---------------------------------------------------------------------- | ----------- |
| Argentinien (CAPIF)          | 5× Platin                                                              | 300.000     |
| Australien (ARIA)            | 4× Platin                                                              | 280.000     |
| Belgien (BRMA)               | 2× Platin                                                              | 100.000     |
| Brasilien (PMB)              | Diamant                                                                | 1.000.000   |
| Dänemark (IFPI)              | 2× Platin                                                              | 40.000      |
| Deutschland (BVMI)           | 2× Platin                                                              | 1.000.000   |
| Europa (IFPI)                | Platin                                                                 | (1.000.000) |
| Finnland (IFPI)              | Platin                                                                 | 67.662      |
| Frankreich (SNEP)            | Platin                                                                 | 300.000     |
| Italien (FIMI)               | Platin (1992) · + Platin (2019)                                        | 250.000     |
| Japan (RIAJ)                 | 2× Platin                                                              | 400.000     |
| Kanada (MC)                  | Diamant                                                                | 1.000.000   |
| Mexiko (AMPROFON)            | 3× Gold                                                                | 350.000     |
| Neuseeland (RMNZ)            | 5× Platin                                                              | 75.000      |
| Niederlande (NVPI)           | 2× Platin                                                              | 200.000     |
| Norwegen (IFPI)              | 2× Platin                                                              | 100.000     |
| Österreich (IFPI)            | 2× Platin                                                              | 100.000     |
| Polen (ZPAV)                 | Gold                                                                   | 10.000      |
| Schweden (IFPI)              | Platin                                                                 | 100.000     |
| Schweiz (IFPI)               | 2× Platin                                                              | 100.000     |
| Spanien (Promusicae)         | Platin                                                                 | 100.000     |
| Vereinigte Staaten (RIAA)    | 7× Platin                                                              | 7.000.000   |
| Vereinigtes Königreich (BPI) | Platin                                                                 | 300.000     |
| Insgesamt                    | 2× Gold · 46× Platin · 2× Diamant ·                                    | 13.172.662  |

### Use Your Illusion II
| Land/Region                  | Auszeichnungen für Musikverkäufe (Land/Region, Auszeichnung, Verkäufe) | Verkäufe    |
| ---------------------------- | ---------------------------------------------------------------------- | ----------- |
| Argentinien (CAPIF)          | 6× Platin                                                              | 360.000     |
| Australien (ARIA)            | 5× Platin                                                              | 350.000     |
| Brasilien (PMB)              | Diamant                                                                | 1.000.000   |
| Dänemark (IFPI)              | 2× Platin                                                              | 40.000      |
| Deutschland (BVMI)           | 5× Gold                                                                | 1.250.000   |
| Europa (IFPI)                | Platin                                                                 | (1.000.000) |
| Finnland (IFPI)              | Platin                                                                 | 76.688      |
| Frankreich (SNEP)            | Platin                                                                 | 300.000     |
| Italien (FIMI)               | Platin (1992) · + Platin (2021)                                        | 250.000     |
| Japan (RIAJ)                 | 2× Platin                                                              | 400.000     |
| Kanada (MC)                  | 9× Platin                                                              | 900.000     |
| Mexiko (AMPROFON)            | Platin                                                                 | 250.000     |
| Neuseeland (RMNZ)            | 5× Platin                                                              | 75.000      |
| Niederlande (NVPI)           | Platin                                                                 | 100.000     |
| Norwegen (IFPI)              | 2× Platin                                                              | 100.000     |
| Österreich (IFPI)            | 2× Platin                                                              | 100.000     |
| Schweden (IFPI)              | Platin                                                                 | 100.000     |
| Schweiz (IFPI)               | 3× Platin                                                              | 150.000     |
| Spanien (Promusicae)         | Platin                                                                 | 100.000     |
| Vereinigte Staaten (RIAA)    | 7× Platin                                                              | 7.000.000   |
| Vereinigtes Königreich (BPI) | Platin                                                                 | 300.000     |
| Insgesamt                    | 1× Gold · 55× Platin · 1× Diamant ·                                    | 12.481.688  |

### The Spaghetti Incident?
| Land/Region                  | Auszeichnungen für Musikverkäufe (Land/Region, Auszeichnung, Verkäufe) | Verkäufe  |
| ---------------------------- | ---------------------------------------------------------------------- | --------- |
| Australien (ARIA)            | Platin                                                                 | 70.000    |
| Brasilien (PMB)              | Platin                                                                 | 250.000   |
| Deutschland (BVMI)           | Gold                                                                   | 250.000   |
| Finnland (IFPI)              | Gold                                                                   | 33.935    |
| Frankreich (SNEP)            | 2× Gold                                                                | 200.000   |
| Italien (FIMI)               | Platin (1990er) · + Gold (2017)                                        | 225.000   |
| Japan (RIAJ)                 | Platin                                                                 | 200.000   |
| Kanada (MC)                  | 3× Platin                                                              | 300.000   |
| Neuseeland (RMNZ)            | Platin                                                                 | 15.000    |
| Niederlande (NVPI)           | Platin                                                                 | 100.000   |
| Norwegen (IFPI)              | Platin                                                                 | 50.000    |
| Österreich (IFPI)            | Gold                                                                   | 25.000    |
| Schweden (IFPI)              | Platin                                                                 | 100.000   |
| Schweiz (IFPI)               | Gold                                                                   | 25.000    |
| Spanien (Promusicae)         | Platin                                                                 | 100.000   |
| Vereinigte Staaten (RIAA)    | Platin                                                                 | 1.000.000 |
| Vereinigtes Königreich (BPI) | Gold                                                                   | 100.000   |
| Insgesamt                    | 8× Gold · 13× Platin ·                                                 | 3.068.935 |

### Live Era: ’87–’93
| Land/Region                  | Auszeichnungen für Musikverkäufe (Land/Region, Auszeichnung, Verkäufe) | Verkäufe  |
| ---------------------------- | ---------------------------------------------------------------------- | --------- |
| Argentinien (CAPIF)          | Platin                                                                 | 60.000    |
| Australien (ARIA)            | Platin                                                                 | 70.000    |
| Brasilien (PMB)              | Gold                                                                   | 125.000   |
| Japan (RIAJ)                 | Gold                                                                   | 100.000   |
| Kanada (MC)                  | Platin                                                                 | 100.000   |
| Neuseeland (RMNZ)            | Gold                                                                   | 7.500     |
| Vereinigte Staaten (RIAA)    | Gold                                                                   | 500.000   |
| Vereinigtes Königreich (BPI) | Gold                                                                   | 100.000   |
| Insgesamt                    | 5× Gold · 3× Platin ·                                                  | 1.062.500 |

### Greatest Hits
| Land/Region                  | Auszeichnungen für Musikverkäufe (Land/Region, Auszeichnung, Verkäufe) | Verkäufe    |
| ---------------------------- | ---------------------------------------------------------------------- | ----------- |
| Argentinien (CAPIF)          | 2× Platin                                                              | 80.000      |
| Australien (ARIA)            | 9× Platin                                                              | 630.000     |
| Belgien (BRMA)               | Platin                                                                 | (50.000)    |
| Brasilien (PMB)              | Gold                                                                   | 50.000      |
| Dänemark (IFPI)              | Platin                                                                 | (40.000)    |
| Deutschland (BVMI)           | Platin                                                                 | (200.000)   |
| Europa (IFPI)                | 4× Platin                                                              | 4.000.000   |
| Finnland (IFPI)              | Platin                                                                 | (31.665)    |
| Griechenland (IFPI)          | Gold                                                                   | (10.000)    |
| Irland (IRMA)                | 6× Platin                                                              | (90.000)    |
| Italien (FIMI)               | 2× Platin                                                              | (100.000)   |
| Japan (RIAJ)                 | Gold                                                                   | 100.000     |
| Kanada (MC)                  | 2× Platin                                                              | 200.000     |
| Kolumbien (ASINCOL)          | Platin                                                                 | 40.000      |
| Mexiko (AMPROFON)            | Gold                                                                   | 50.000      |
| Neuseeland (RMNZ)            | 6× Platin                                                              | 90.000      |
| Niederlande (NVPI)           | Platin                                                                 | (80.000)    |
| Österreich (IFPI)            | Gold                                                                   | (15.000)    |
| Polen (ZPAV)                 | 3× Platin                                                              | (60.000)    |
| Portugal (AFP)               | Gold                                                                   | (7.500)     |
| Schweden (IFPI)              | Platin                                                                 | (60.000)    |
| Schweiz (IFPI)               | Platin                                                                 | (40.000)    |
| Spanien (Promusicae)         | Platin                                                                 | (100.000)   |
| Ungarn (MAHASZ)              | Gold                                                                   | (5.000)     |
| Vereinigte Staaten (RIAA)    | 5× Platin                                                              | 5.161.000   |
| Vereinigtes Königreich (BPI) | 8× Platin                                                              | (2.400.000) |
| Insgesamt                    | 7× Gold · 56× Platin ·                                                 | 10.401.000  |

### Chinese Democracy
| Land/Region                  | Auszeichnungen für Musikverkäufe (Land/Region, Auszeichnung, Verkäufe) | Verkäufe  |
| ---------------------------- | ---------------------------------------------------------------------- | --------- |
| Argentinien (CAPIF)          | Platin                                                                 | 20.000    |
| Australien (ARIA)            | Platin                                                                 | 70.000    |
| Belgien (BRMA)               | Gold                                                                   | (15.000)  |
| Brasilien (PMB)              | Platin                                                                 | 60.000    |
| Dänemark (IFPI)              | Gold                                                                   | (15.000)  |
| Deutschland (BVMI)           | Gold                                                                   | (100.000) |
| Europa (IFPI)                | Platin                                                                 | 1.000.000 |
| Finnland (IFPI)              | Platin                                                                 | (32.610)  |
| Griechenland (IFPI)          | Gold                                                                   | (7.500)   |
| Irland (IRMA)                | Platin                                                                 | (15.000)  |
| Italien (FIMI)               | Gold                                                                   | (25.000)  |
| Japan (RIAJ)                 | Gold                                                                   | 100.000   |
| Neuseeland (RMNZ)            | Platin                                                                 | 15.000    |
| Polen (ZPAV)                 | Platin                                                                 | (20.000)  |
| Russland (NFPF)              | Gold                                                                   | (10.000)  |
| Schweden (IFPI)              | Gold                                                                   | (20.000)  |
| Ungarn (MAHASZ)              | Gold                                                                   | (3.000)   |
| Vereinigte Staaten (RIAA)    | Platin                                                                 | 1.000.000 |
| Vereinigtes Königreich (BPI) | Platin                                                                 | (300.000) |
| Insgesamt                    | 9× Gold · 10× Platin ·                                                 | 2.265.000 |

## Auszeichnungen nach Singles

### Welcome to the Jungle
| Land/Region                  | Auszeichnungen für Musikverkäufe (Land/Region, Auszeichnung, Verkäufe) | Verkäufe  |
| ---------------------------- | ---------------------------------------------------------------------- | --------- |
| Brasilien (PMB)              | Platin                                                                 | 60.000    |
| Dänemark (IFPI)              | Platin                                                                 | 90.000    |
| Deutschland (BVMI)           | Gold                                                                   | 250.000   |
| Italien (FIMI)               | Platin                                                                 | 50.000    |
| Neuseeland (RMNZ)            | 3× Platin                                                              | 90.000    |
| Spanien (Promusicae)         | Platin                                                                 | 60.000    |
| Vereinigte Staaten (RIAA)    | Gold                                                                   | 500.000   |
| Vereinigtes Königreich (BPI) | 2× Platin                                                              | 1.200.000 |
| Insgesamt                    | 2× Gold · 9× Platin ·                                                  | 2.300.000 |

### Sweet Child o’ Mine
| Land/Region                  | Auszeichnungen für Musikverkäufe (Land/Region, Auszeichnung, Verkäufe) | Verkäufe  |
| ---------------------------- | ---------------------------------------------------------------------- | --------- |
| Australien (ARIA)            | 8× Platin                                                              | 560.000   |
| Brasilien (PMB)              | Diamant                                                                | 250.000   |
| Dänemark (IFPI)              | 2× Platin                                                              | 180.000   |
| Deutschland (BVMI)           | Platin                                                                 | 600.000   |
| Italien (FIMI)               | 3× Platin                                                              | 150.000   |
| Neuseeland (RMNZ)            | 7× Platin                                                              | 210.000   |
| Portugal (AFP)               | 5× Platin                                                              | 50.000    |
| Spanien (Promusicae)         | 4× Platin                                                              | 240.000   |
| Vereinigte Staaten (RIAA)    | Gold (Digital) · + Gold (Physisch) · + Platin (Mastertone)             | 3.126.000 |
| Vereinigtes Königreich (BPI) | 5× Platin                                                              | 3.000.000 |
| Insgesamt                    | 2× Gold · 36× Platin · 1× Diamant ·                                    | 8.366.000 |

### Paradise City
| Land/Region                  | Auszeichnungen für Musikverkäufe (Land/Region, Auszeichnung, Verkäufe) | Verkäufe  |
| ---------------------------- | ---------------------------------------------------------------------- | --------- |
| Brasilien (PMB)              | Platin                                                                 | 60.000    |
| Dänemark (IFPI)              | Platin                                                                 | 90.000    |
| Deutschland (BVMI)           | Gold                                                                   | 250.000   |
| Italien (FIMI)               | Platin                                                                 | 30.000    |
| Neuseeland (RMNZ)            | 4× Platin                                                              | 120.000   |
| Spanien (Promusicae)         | Platin                                                                 | 60.000    |
| Vereinigtes Königreich (BPI) | 2× Platin                                                              | 1.200.000 |
| Insgesamt                    | 1× Gold · 10× Platin ·                                                 | 1.810.000 |

### Patience
| Land/Region                  | Auszeichnungen für Musikverkäufe (Land/Region, Auszeichnung, Verkäufe) | Verkäufe |
| ---------------------------- | ---------------------------------------------------------------------- | -------- |
| Australien (ARIA)            | Gold                                                                   | 35.000   |
| Brasilien (PMB)              | 2× Platin                                                              | 120.000  |
| Italien (FIMI)               | Gold                                                                   | 50.000   |
| Neuseeland (RMNZ)            | Platin                                                                 | 30.000   |
| Vereinigte Staaten (RIAA)    | Gold                                                                   | 500.000  |
| Vereinigtes Königreich (BPI) | Silber                                                                 | 200.000  |
| Insgesamt                    | 1× Silber · 3× Gold · 3× Platin ·                                      | 935.000  |

### You Could Be Mine
| Land/Region                  | Auszeichnungen für Musikverkäufe (Land/Region, Auszeichnung, Verkäufe) | Verkäufe |
| ---------------------------- | ---------------------------------------------------------------------- | -------- |
| Australien (ARIA)            | Platin                                                                 | 70.000   |
| Japan (RIAJ)                 | Gold                                                                   | 50.000   |
| Neuseeland (RMNZ)            | Platin                                                                 | 10.000   |
| Schweden (IFPI)              | Gold                                                                   | 25.000   |
| Vereinigte Staaten (RIAA)    | Gold                                                                   | 500.000  |
| Vereinigtes Königreich (BPI) | Silber                                                                 | 200.000  |
| Insgesamt                    | 1× Silber · 3× Gold · 2× Platin ·                                      | 855.000  |

### Don’t Cry
| Land/Region                  | Auszeichnungen für Musikverkäufe (Land/Region, Auszeichnung, Verkäufe) | Verkäufe |
| ---------------------------- | ---------------------------------------------------------------------- | -------- |
| Australien (ARIA)            | Gold                                                                   | 35.000   |
| Brasilien (PMB)              | Gold                                                                   | 30.000   |
| Dänemark (IFPI)              | Gold                                                                   | 45.000   |
| Italien (FIMI)               | Platin                                                                 | 50.000   |
| Neuseeland (RMNZ)            | Platin                                                                 | 10.000   |
| Spanien (Promusicae)         | Platin                                                                 | 60.000   |
| Vereinigte Staaten (RIAA)    | Gold                                                                   | 500.000  |
| Vereinigtes Königreich (BPI) | Silber                                                                 | 200.000  |
| Insgesamt                    | 1× Silber · 4× Gold · 3× Platin ·                                      | 930.000  |

### Live and Let Die
| Land/Region                  | Auszeichnungen für Musikverkäufe (Land/Region, Auszeichnung, Verkäufe) | Verkäufe |
| ---------------------------- | ---------------------------------------------------------------------- | -------- |
| Australien (ARIA)            | Gold                                                                   | 35.000   |
| Neuseeland (RMNZ)            | Gold                                                                   | 5.000    |
| Vereinigtes Königreich (BPI) | Silber                                                                 | 200.000  |
| Insgesamt                    | 1× Silber · 2× Gold ·                                                  | 240.000  |

### November Rain
| Land/Region                  | Auszeichnungen für Musikverkäufe (Land/Region, Auszeichnung, Verkäufe) | Verkäufe  |
| ---------------------------- | ---------------------------------------------------------------------- | --------- |
| Australien (ARIA)            | 4× Platin                                                              | 280.000   |
| Brasilien (PMB)              | Platin                                                                 | 60.000    |
| Dänemark (IFPI)              | Platin                                                                 | 90.000    |
| Deutschland (BVMI)           | Gold                                                                   | 250.000   |
| Italien (FIMI)               | Platin                                                                 | 30.000    |
| Neuseeland (RMNZ)            | 3× Platin                                                              | 90.000    |
| Niederlande (NVPI)           | Gold                                                                   | 50.000    |
| Spanien (Promusicae)         | Platin                                                                 | 60.000    |
| Vereinigte Staaten (RIAA)    | Gold                                                                   | 500.000   |
| Vereinigtes Königreich (BPI) | Platin                                                                 | 600.000   |
| Insgesamt                    | 3× Gold · 12× Platin ·                                                 | 2.010.000 |

### Knockin’ on Heaven’s Door
| Land/Region                  | Auszeichnungen für Musikverkäufe (Land/Region, Auszeichnung, Verkäufe) | Verkäufe  |
| ---------------------------- | ---------------------------------------------------------------------- | --------- |
| Australien (ARIA)            | Gold                                                                   | 35.000    |
| Brasilien (PMB)              | Platin                                                                 | 60.000    |
| Dänemark (IFPI)              | Platin                                                                 | 90.000    |
| Deutschland (BVMI)           | Gold                                                                   | 250.000   |
| Italien (FIMI)               | Platin                                                                 | 30.000    |
| Neuseeland (RMNZ)            | 2× Platin                                                              | 60.000    |
| Niederlande (NVPI)           | Platin                                                                 | 75.000    |
| Spanien (Promusicae)         | Platin                                                                 | 60.000    |
| Vereinigtes Königreich (BPI) | Platin                                                                 | 600.000   |
| Insgesamt                    | 2× Gold · 8× Platin ·                                                  | 1.260.000 |

### Civil War
| Land/Region                  | Auszeichnungen für Musikverkäufe (Land/Region, Auszeichnung, Verkäufe) | Verkäufe |
| ---------------------------- | ---------------------------------------------------------------------- | -------- |
| Australien (ARIA)            | Gold                                                                   | 35.000   |
| Vereinigtes Königreich (BPI) | Silber                                                                 | 200.000  |
| Insgesamt                    | 1× Silber · 1× Gold ·                                                  | 235.000  |

### Estranged
| Land/Region     | Auszeichnungen für Musikverkäufe (Land/Region, Auszeichnung, Verkäufe) | Verkäufe |
| --------------- | ---------------------------------------------------------------------- | -------- |
| Brasilien (PMB) | Gold                                                                   | 30.000   |
| Insgesamt       | 1× Gold ·                                                              | 30.000   |

### Sympathy for the Devil
| Land/Region  | Auszeichnungen für Musikverkäufe (Land/Region, Auszeichnung, Verkäufe) | Verkäufe |
| ------------ | ---------------------------------------------------------------------- | -------- |
| Japan (RIAJ) | Gold                                                                   | 50.000   |
| Insgesamt    | 1× Gold ·                                                              | 50.000   |

### Chinese Democracy
| Land/Region     | Auszeichnungen für Musikverkäufe (Land/Region, Auszeichnung, Verkäufe) | Verkäufe |
| --------------- | ---------------------------------------------------------------------- | -------- |
| Brasilien (PMB) | Gold                                                                   | 30.000   |
| Insgesamt       | 1× Gold ·                                                              | 30.000   |

### Better
| Land/Region     | Auszeichnungen für Musikverkäufe (Land/Region, Auszeichnung, Verkäufe) | Verkäufe |
| --------------- | ---------------------------------------------------------------------- | -------- |
| Brasilien (PMB) | Gold                                                                   | 30.000   |
| Insgesamt       | 1× Gold ·                                                              | 30.000   |

## Auszeichnungen nach Musikstreamings

### Sweet Child o’ Mine
| Land/Region     | Auszeichnungen für Musikverkäufe (Land/Region, Auszeichnung, Verkäufe) | Verkäufe |
| --------------- | ---------------------------------------------------------------------- | -------- |
| Dänemark (IFPI) | Gold                                                                   | 900.000  |
| Insgesamt       | 1× Gold ·                                                              | 900.000  |

## Auszeichnungen nach Videoalben

### Use Your Illusion World Tour – 1992 in Tokyo I
| Land/Region                  | Auszeichnungen für Musikverkäufe (Land/Region, Auszeichnung, Verkäufe) | Verkäufe |
| ---------------------------- | ---------------------------------------------------------------------- | -------- |
| Argentinien (CAPIF)          | 10× Platin                                                             | 80.000   |
| Australien (ARIA)            | Platin                                                                 | 15.000   |
| Brasilien (PMB)              | Gold                                                                   | 25.000   |
| Deutschland (BVMI)           | Gold                                                                   | 25.000   |
| Kanada (MC)                  | Platin                                                                 | 10.000   |
| Mexiko (AMPROFON)            | Gold                                                                   | 10.000   |
| Portugal (AFP)               | Gold                                                                   | 4.000    |
| Vereinigtes Königreich (BPI) | Gold                                                                   | 50.000   |
| Vereinigte Staaten (RIAA)    | Gold                                                                   | 50.000   |
| Insgesamt                    | 6× Gold · 12× Platin ·                                                 | 269.000  |

### Use Your Illusion World Tour – 1992 in Tokyo II
| Land/Region                  | Auszeichnungen für Musikverkäufe (Land/Region, Auszeichnung, Verkäufe) | Verkäufe |
| ---------------------------- | ---------------------------------------------------------------------- | -------- |
| Argentinien (CAPIF)          | 12× Platin                                                             | 96.000   |
| Australien (ARIA)            | Platin                                                                 | 15.000   |
| Deutschland (BVMI)           | Gold                                                                   | 25.000   |
| Kanada (MC)                  | Platin                                                                 | 10.000   |
| Mexiko (AMPROFON)            | Gold                                                                   | 10.000   |
| Portugal (AFP)               | Silber                                                                 | 2.000    |
| Vereinigtes Königreich (BPI) | Gold                                                                   | 50.000   |
| Vereinigte Staaten (RIAA)    | Platin                                                                 | 50.000   |
| Insgesamt                    | 1× Silber · 3× Gold · 15× Platin ·                                     | 258.000  |

### Welcome to the Videos
| Land/Region                  | Auszeichnungen für Musikverkäufe (Land/Region, Auszeichnung, Verkäufe) | Verkäufe |
| ---------------------------- | ---------------------------------------------------------------------- | -------- |
| Argentinien (CAPIF)          | Platin                                                                 | 8.000    |
| Australien (ARIA)            | 7× Platin                                                              | 105.000  |
| Brasilien (PMB)              | Gold                                                                   | 25.000   |
| Mexiko (AMPROFON)            | Gold                                                                   | 10.000   |
| Neuseeland (RMNZ)            | Platin                                                                 | 5.000    |
| Vereinigte Staaten (RIAA)    | 2× Platin                                                              | 200.000  |
| Vereinigtes Königreich (BPI) | 3× Platin                                                              | 150.000  |
| Insgesamt                    | 2× Gold · 14× Platin ·                                                 | 503.000  |

## Statistik und Quellen
| Land/RegionAuszeichnungen für Musikverkäufe (Land/Region, Auszeichnungen, Verkäufe, Quellen) | Silber     | Gold       | Platin         | Diamant     | Verkäufe    | Quellen |
| -------------------------------------------------------------------------------------------- | ---------- | ---------- | -------------- | ----------- | ----------- | --- |
| Argentinien (CAPIF)                                                                          | —          | —          | 42× Platin42   | —           | 1.244.000   | capif.org.ar (Memento vom 6. Juli 2011 im Internet Archive) AR2 (Memento vom 31. Mai 2011 im Internet Archive) |
| Australien (ARIA)                                                                            | —          | 5× Gold5   | 51× Platin51   | —           | 2.830.000   | aria.com.au |
| Belgien (BRMA)                                                                               | —          | Gold1      | 3× Platin3     | —           | 165.000     | ultratop.be |
| Brasilien (PMB)                                                                              | —          | 9× Gold9   | 9× Platin9     | 3× Diamant3 | 3.615.000   | pro-musicabr.org.br                                                                                            |
| Dänemark (IFPI)                                                                              | —          | 3× Gold3   | 15× Platin15   | —           | 800.000     | ifpi.dk hitlisten.nu                                                                                           |
| Deutschland (BVMI)                                                                           | —          | 10× Gold10 | 7× Platin7     | —           | 5.200.000   | musikindustrie.de                                                                                              |
| Europa (IFPI)                                                                                | —          | —          | 7× Platin7     | —           | (7.000.000) | ifpi.org (Memento vom 1. Januar 2014 im Internet Archive)                                                      |
| Finnland (IFPI)                                                                              | —          | 2× Gold2   | 4× Platin4     | —           | 267.560     | ifpi.fi |
| Frankreich (SNEP)                                                                            | —          | 4× Gold4   | 2× Platin2     | —           | 1.000.000   | infodisc.fr |
| Griechenland (IFPI)                                                                          | —          | 2× Gold2   | —              | —           | 17.500      | Einzelnachweise                                                                                                |
| Irland (IRMA)                                                                                | —          | —          | 7× Platin7     | —           | 105.000     | irishcharts.ie                                                                                                 |
| Island (IFPI)                                                                                | —          | Gold1      | —              | —           | 2.500       | Einzelnachweise                                                                                                |
| Italien (FIMI)                                                                               | —          | 3× Gold3   | 18× Platin18   | —           | 1.340.000   | fimi.it |
| Japan (RIAJ)                                                                                 | —          | 6× Gold6   | 6× Platin6     | —           | 1.700.000   | riaj.or.jp |
| Kanada (MC)                                                                                  | —          | —          | 17× Platin17   | 2× Diamant2 | 3.420.000   | musiccanada.com                                                                                                |
| Kolumbien (ASINCOL)                                                                          | —          | —          | Platin1        | —           | 40.000      | Einzelnachweise                                                                                                |
| Mexiko (AMPROFON)                                                                            | —          | 6× Gold6   | 2× Platin2     | —           | 780.000     | amprofon.com.mx                                                                                                |
| Neuseeland (RMNZ)                                                                            | —          | 2× Gold2   | 52× Platin52   | —           | 1.082.500   | aotearoamusiccharts.co.nz NZ2 (Memento vom 24. Juli 2011 im Internet Archive) NZ3                              |
| Niederlande (NVPI)                                                                           | —          | Gold1      | 7× Platin7     | —           | 705.000     | nvpi.nl |
| Norwegen (IFPI)                                                                              | —          | —          | 5× Platin5     | —           | 250.000     | ifpi.no (Memento vom 5. November 2012 im Internet Archive)                                                     |
| Österreich (IFPI)                                                                            | —          | 3× Gold3   | 5× Platin5     | —           | 315.000     | ifpi.at |
| Polen (ZPAV)                                                                                 | —          | 2× Gold2   | 4× Platin4     | —           | 100.000     | olis.pl |
| Portugal (AFP)                                                                               | Silber1    | 2× Gold2   | 5× Platin5     | —           | 63.500      | Einzelnachweise                                                                                                |
| Russland (NFPF)                                                                              | —          | Gold1      | —              | —           | 10.000      | 2m-online.ru                                                                                                   |
| Schweden (IFPI)                                                                              | —          | 3× Gold3   | 4× Platin4     | —           | 455.000     | sverigetopplistan.se                                                                                           |
| Schweiz (IFPI)                                                                               | —          | Gold1      | 7× Platin7     | —           | 365.000     | hitparade.ch                                                                                                   |
| Singapur (RIAS)                                                                              | —          | Gold1      | —              | —           | 5.000       | rias.org.sg |
| Spanien (Promusicae)                                                                         | —          | Gold1      | 13× Platin13   | —           | 990.000     | elportaldemusica.es ES2 ES3                                                                                    |
| Ungarn (MAHASZ)                                                                              | —          | 2× Gold2   | —              | —           | 8.000       | slagerlistak.hu                                                                                                |
| Vereinigte Staaten (RIAA)                                                                    | —          | 10× Gold10 | 37× Platin37   | Diamant1    | 50.587.000  | riaa.com |
| Vereinigtes Königreich (BPI)                                                                 | 5× Silber5 | 3× Gold3   | 35× Platin35   | —           | 13.850.000  | bpi.co.uk |
| Insgesamt                                                                                    | 6× Silber6 | 84× Gold84 | 365× Platin365 | 6× Diamant6 |             | |